# Zagrajec
Zagrajec este o localitate din comuna Komen, Slovenia, cu o populație de 23 de locuitori.